# Rivière Hall (Nouvelle-Zélande)
Pour les articles homonymes, voir Hall et Rivière Hall.
La rivière Hall  (anglais : Hall River)  est un cours d’eau du district de Westland dans la région de la West Coast dans l’Île du Sud de la  Nouvelle-Zélande.

## Géographie
Elle draine le lac Paringa (en), s’écoulant vers le nord en direction du fleuve Paringa, qui se draine dans la Mer de Tasman.